# Helmi Helminen-Nordberg
Helmi Kaarina Helminen-Nordberg, född 25 maj 1905 i Tammerfors, död 1976, var en finländsk museiföreståndare.
Helminen, som var dotter till överkonduktör Karl Teodor Helminen och Tekla Lehtinen blev student 1924, filosofie kandidat 1928 och filosofie magister 1928. Hon var Sanakirjasäätiös ordinarie stipendiat i Konginkangas, Värmland och på andra orter 1927–1933; anställd vid arkeologiska kommissionens etnografiska avdelning som redaktör för etnografisk bibliografi 1935–1945, amanuens vid Helsingfors stadsmuseum 1946–1947, intendent 1948–1949 och föreståndare från 1949. 
Helminen var viceordförande i Helsingin akateemiset naiset 1936–1946 och styrelsemedlem i stiftelsen Zacharias Topelius barndomshem. Hon skrev bland annat Syysjuhlat (1929), längre uppsatser i etnografiska ämnen i Suomen Museo LIV 1947–1948, Längelmäveden seutujen historia I (1949) och Suur-Jämsän historia III (1963), Helsingin kaupunginmuseo (1956), Tuomarinkylän museo Tuomarinkylän kartanossa (1962–1963), vägledning för Helsingfors stadsmuseum och Domarby museum (1962–1965).